# Darja Mieżecka
Darja Jewgienjewna Kurbonmamadowa-Mieżecka (ros. Дарья Евгеньевна Курбонмамадова-Межецкая, ur. 24 czerwca 1994) – rosyjska judoczka. Olimpijka z Tokio 2020, gdzie zajęła siedemnaste miejsce w wadze lekkiej i piąta w drużynie.
Siódma na mistrzostwach świata w 2019; uczestniczka zawodów w 2023. Startowała w Pucharze Świata w 2016, 2017 i 2019. Złota medalistka mistrzostw Europy w 2023; siódma w 2018, 2019 i 2021, a także zdobyła trzy medale w drużynie. Zdobyła złoty medal na igrzyskach europejskich w 2019. Mistrzyni Rosji w 2015 i 2017; trzecia w 2015 roku.

## Letnie Igrzyska Olimpijskie 2020
| Konkurencja | Eliminacje          | Klas. końcowa |
| Konkurencja | Przeciwnik I        | Miejsce       |
| ----------- | ------------------- | ------------- |
| 57 kg       | Lu Tongjuan (CHN) P | 17.           |